# Nuglerus pustulatus
Nuglerus pustulatus is een insect uit de familie van de mierenleeuwen (Myrmeleontidae), die tot de orde netvleugeligen (Neuroptera) behoort. 
Nuglerus pustulatus is voor het eerst wetenschappelijk beschreven door McLachlan in 1867.